# Rosamond McKitterick

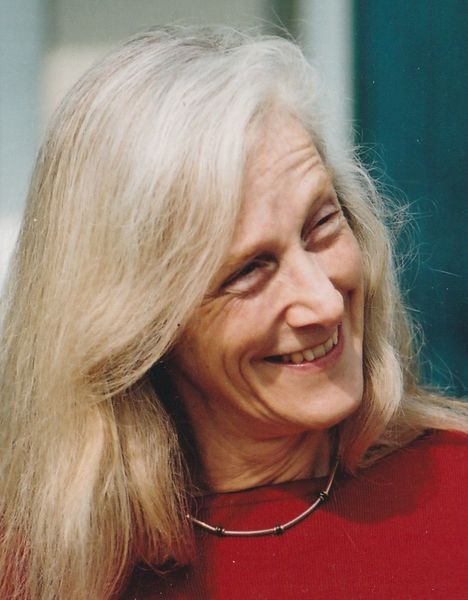
Rosamond McKitterick, aufgenommen 2007 von Werner Maleczek auf einer Reichenau-Tagung des Konstanzer Arbeitskreises für mittelalterliche Geschichte

Rosamond McKitterick, FRSA (* 31. Mai 1949 in Chesterfield) ist eine britische Historikerin. Sie wurde in der Fachwelt vor allem durch ihre Studien über karolingische Handschriften bekannt. 

## Leben und Wirken
Die im englischen Chesterfield geborene Rosamond McKitterick lebte zwischen ihrem 7. und 21. Lebensjahr in Australien. Sie begann 1967 ein Studium an der University of Western Australia, das sie 1970 mit dem B.A. abschloss. Von 1971 bis 1974 besuchte sie das College Clare Hall der Universität Cambridge, wo sie sich unter der Leitung von Walter Ullmann auf die Promotion vorbereitete. Im Anschluss studierte sie ein Jahr lateinische Paläographie bei Bernhard Bischoff an der Universität München (1974/75). Im Jahre 1976 erhielt sie mit einer Schrift über die Karolingische Renaissance den Ph.D. und im Folgejahr den M.A. an der Universität Cambridge. Dort war sie ab 1979 als Assistant Lecturer und ab 1985 als University Lecturer (Hochschuldozentin) tätig. Im Jahre 1991 wurde McKitterick für ihre bis zu diesem Zeitpunkt veröffentlichten Publikationen der Doctor of Letters (Litt D.) verliehen. Danach lehrte sie sechs Jahre als Reader für Frühmittelalterliche Geschichte Europas an der Universität Cambridge. Im Jahr 1997 erhielt sie im gleichen Fach einen Personal Chair (für sie persönlich eingerichteten Lehrstuhl). Von 1999 bis zu ihrer Emeritierung 2016 lehrte McKitterick als ordentliche Professorin mittelalterliche Geschichte an der Universität Cambridge. Zu ihren akademischen Schülern gehört unter anderem Yitzhak Hen.
Ihr Forschungsschwerpunkt ist insbesondere die Überlieferungs-, Kirchen- und Kulturgeschichte der Karolingerzeit. Sie gilt international als eine der besten Kennerinnen dieser Zeit. McKitterick veröffentlichte mehrere Studien über karolingische Handschriften. Sie konnte nachweisen, dass die frühmittelalterlichen Frauenklöster in weit höherem Ausmaß an der Verbreitung der Schriftlichkeit beteiligt und mit der Produktion von Büchern für den liturgischen Gebrauch über den Eigenbedarf hinaus befasst waren, als bislang angenommen wurde. Grundlegend wurde ihr 1989 veröffentlichtes Buch The Carolingians and the Written Word, eine umfassende Neubewertung der Rolle der Schriftlichkeit in allen Bereichen der karolingischen Gesellschaft. In diesem Buch ging sie der Frage nach, ob die Gesellschaft des karolingischen Frankenreiches mehr von Schriftlichkeit oder von Mündlichkeit geprägt gewesen sei.
Sie veröffentlichte 2008 eine Monographie zu Karl den Großen. Sie unternahm damit den Versuch, „die Herausbildung der karolingischen politischen Identität während der Regierungszeit Karls des Großen nachzuzeichnen“. Die Darstellung stieß in der Fachwelt auf zahlreichen Widerspruch. Sie geht von einem „System reisender Schreiber und Notare“ in der Kanzlei Karls des Großen aus. Nach ihrer Sichtweise gibt es eine Diskrepanz zwischen den Ausstellungsorten der Urkunden und dem Itinerar Karls. Die übliche Gleichsetzung des Ausstellungsorts einer Urkunde mit dem Aufenthaltsort des Königs sei unzutreffend. Notare der Königskanzlei hätten demnach auch ohne Anwesenheit des Herrschers Urkunden aufgesetzt. Diese Sichtweise wurde von Theo Kölzer (2016) bei einer Nachprüfung der von McKitterick vorgebrachten Argumente zurückgewiesen.
Für ihre Forschungen wurden McKitterick zahlreiche wissenschaftliche Ehrungen und Mitgliedschaften zugesprochen. Sie ist Fellow in History und war Vice Master am Sidney Sussex College an der Universität Cambridge. Sie ist korrespondierendes Mitglied der Monumenta Germaniae Historica (seit 1999), korrespondierendes Mitglied der philosophisch-historischen Klasse im Ausland in der Österreichischen Akademie der Wissenschaften (seit 2006) und der Medieval Academy of America (seit 2006). McKitterick ist Fellow der Royal Historical Society und der Royal Society of Arts, Manufacturing and Commerce. Im Jahre 2002 war sie Hugh Balsdon Fellow an der British School at Rome und 2005/06 Fellow-in-Residence am Netherlands Institute for Advanced Study. Im Jahr 2010 erhielt sie den A.H.-Heineken-Preis für Geschichte. Seit 2011 ist sie Mitglied der Academia Europaea.

## Schriften
Monografien
- Rome and the invention of the papacy. The Liber pontificalis. Cambridge University Press, Cambridge 2020, ISBN 978-1-108-83682-1.
- Charlemagne. The Formation of a European Identity. Cambridge University Press, Cambridge u. a. 2008, ISBN 978-0-521-71645-1 (In deutscher Sprache: Karl der Große. Aus dem Englischen von Susanne Fischer. Primus-Verlag, Darmstadt 2008, ISBN 978-3-89678-599-2).
- History and Memory in the Carolingian World. Cambridge University Press, Cambridge u. a. 2004, ISBN 978-0-521-53436-9 (Rezension).
- The Frankish Kings and Culture in the Early Middle Ages (= Variorum Collected Studies Series. Band 477). Variorum, Aldershot u. a. 1995, ISBN 0-86078-458-4.
- Books, scribes and learning in the Frankish kingdoms, 6th – 9th centuries (= Variorum Collected Studies Series. Band 452). Variorum, Aldershot u. a. 1994, ISBN 0-86078-406-1.
- The Carolingians and the Written Word. Cambridge University Press, Cambridge u. a. 1989, ISBN 0-521-30539-X (mehrere Nachdrucke).
- The Frankish kingdoms under the Carolingians, 751–983. Longman, London u. a. 1983, ISBN 0-582-49005-7 (mehrere Nachdrucke).
- The Frankish church and the Carolingian reforms, 789–895 (= Studies in History Series. Band 2). Royal Historical Society, London 1977, ISBN 0-901050-32-6.

Quellenwerke
- mit Dorine van Espelo, Richard Pollard and Richard Price: Codex Epistolaris Carolinus. Letters from the popes to the Frankish rulers, 739–791. Liverpool University Press, Liverpool 2021, ISBN 978-1-80034-871-4.

Herausgeberschaften
- mit Charlotte Methuen, Andrew Spicer: The Church and the law (= Studies in church history. Band 56) Cambridge University Press, Cambridge 2020, ISBN 1-108-83963-0
- The Early Middle Ages. Europe 400–1000 (= The Short Oxford History of Europe.). Oxford University Press, Oxford u. a. 2001, ISBN 0-19-873173-6 (mehrere Nachdrucke; mit eigenem Beitrag).
- The New Cambridge Medieval History. Band 2: c. 700–c. 900. Cambridge University Press, Cambridge u. a. 1995, ISBN 0-521-36292-X (mehrere Nachdrucke; mit eigenen Beiträgen).
- Carolingian Culture. Emulation and Innovation. Cambridge University Press, Cambridge u. a. 1994, ISBN 0-521-40524-6.
- The Uses of Literacy in Early Mediaeval Europe. Cambridge University Press, Cambridge u. a. 1990, ISBN 0-521-34409-3 (mehrere Nachdrucke).